# قائمة البراكين في هولندا
هذه قائمة بالبراكين النشطة والمنقرضة في هولندا.
| Name          | Elevation | Elevation | Location نظام إحداثيات جغرافي             | Last ثوران بركاني |
| Name          | meters    | feet      | Location نظام إحداثيات جغرافي             | Last ثوران بركاني |
| ------------- | --------- | --------- | ----------------------------------------- | ----------------- |
| جبل سينيري    | 887       | 2,909     | 17°38′N 63°14′W / 17.63°N 63.23°W         | 1640              |
| كويل          | 601       | 1,971     | 17°28′41″N 62°57′36″W / 17.478°N 62.960°W | 250               |
| بركان زاودفال | –         | –         | 53°08′N 5°07′E / 53.13°N 5.11°E           | 160 سنة مضت       |
| 1.            |           |           |                                           |                   |